# Monte Gavasa
Il monte Gavasa (911 m) è una montagna dell'Appennino Ligure che si trova nei pressi dello spartiacque tra Val Grue e Val Borbera, in comune di Cantalupo Ligure.

## Geografia

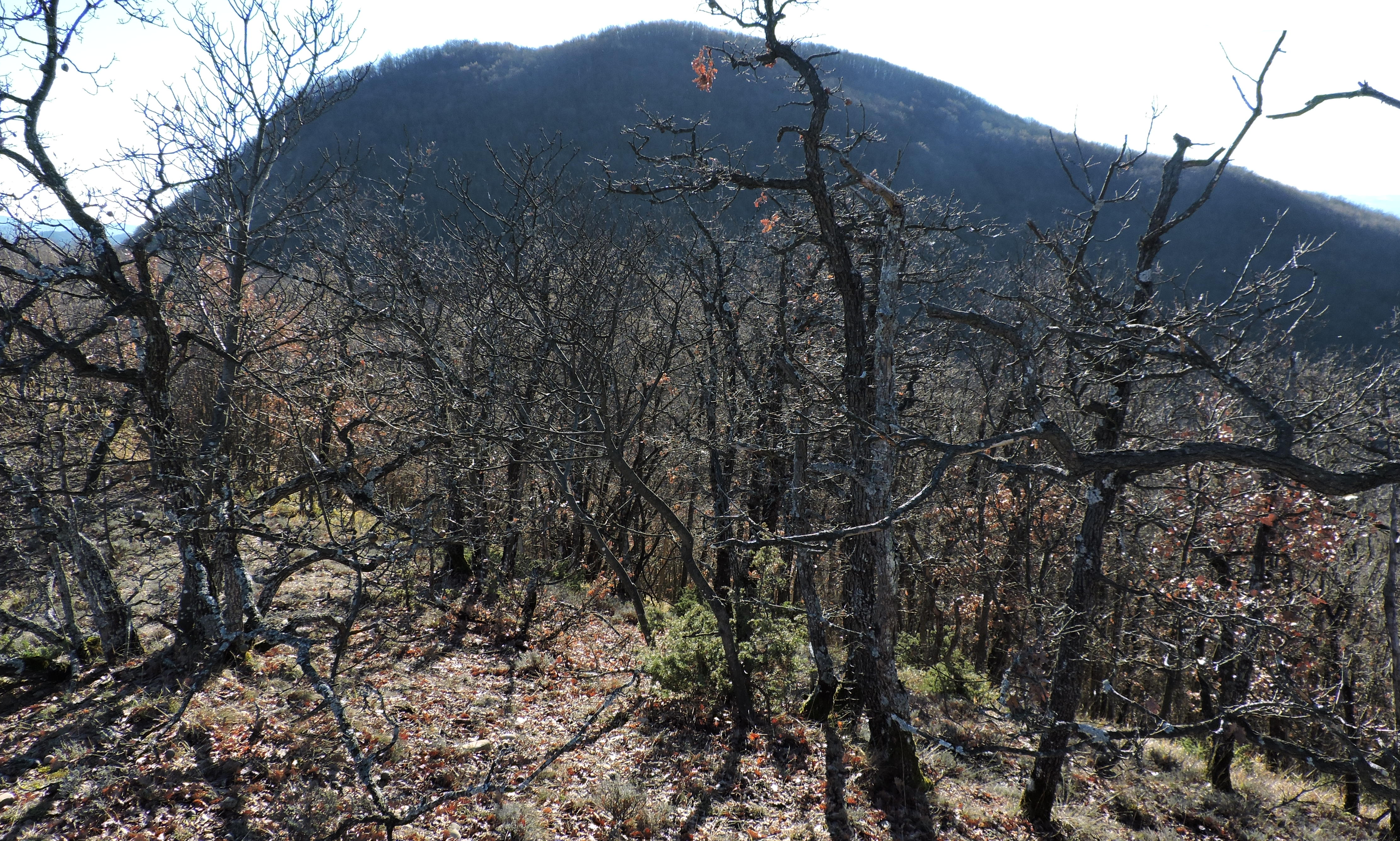
Vista da nord

La montagna è una ampia elevazione boscosa situata su un costolone che si stacca dallo spartiacque Grue/Borbera in corrispondenza del monte Barilaro spingendosi verso sud. È collocato alla convergenza tra alcuni valloni della val Borbera: quello di Merlassino ad est e quelli dei rii Brotte e della Fonda ad ovest, questi ultimi selvaggi e disabitati. Poco a sud del punto culminante si trova una anticima a circa 900 metri di quota.

## Accesso alla cima
La cima della montagna può essere raggiunta per una traccia di sentiero con una breve deviazione rispetto al sentiero Strette di Pertuso - Monte Barilaro (segnavia n. 208).
Dal monte il panorama è molto ampio, e si dominano le Strette del Borbera e il paese abbandonato di Rivarossa.

## Punti di appoggio
- Bivacco Alda e Carlo Martesotti, del CAI di Novi ligure, a Rivarossa